# I Всероссийский единоверческий съезд
I Всероссийский единоверческий съезд (Первый всероссийский съезд православных старообрядцев) — съезд единоверческих клириков и мирян Русской православной церкви, проходивший с 22 по 30 января 1912 года в Санкт-Петербурге под председательством архиепископа Волынского и Житомирского Антония (Храповицкого). В работе съезда приняли участие более 256 делегатов и 20 архиереев, а также гости собора — всего более 350 человек.
В повестку дня работы съезда входили следующие вопросы: пересмотр правил единоверия; богослужение в единоверческих церквах; организация общества единоверцев и общего управления единоверием в России; вопрос о «клятвах» Московских Соборов XVII века, проблема привлечения в лоно Православной Церкви старообрядцев-поповцев и представителей других согласий. В ходе заседаний были избраны члены проектируемого Совета Всероссийских съездов православных старообрядцев (единоверцев), который начал свою работу только в 1917 году.
31 января 1912 года делегация депутатов съезда была принята императором Николаем II. На этой встрече митрополитом Антонием был поднят вопрос об официальном наименовании единоверцев «православными старообрядцами».

## Предыстория
К началу XX века на территории Российской империи действовало около 600 единоверческих приходов и свыше полутора десятков единоверческих монастырей и скитов.
17 апреля 1905 года император Николай II издал указ «Об укреплении основ веротерпимости», который, в числе прочего, отменялись законодательные ограничения в отношении старообрядцев: «Присвоить наименование старообрядцев, взамен ныне употребляемого названия раскольников, всем последователям толков и согласий, которые приемлют основные догматы Церкви Православной, но не признают некоторых принятых ею обрядов и отправляют своё богослужение по старопечатным книгам». Указ давал старообрядцам возможность открыто устраивать крестные ходы, иметь колокольный звон, организовывать общины. Вместе с тем указ с воодушевлением был воспринят в единоверческой среде. Он, по словам видного единоверческого деятеля Симеона Шлеёва «прозвучал как пасхальная весть» для старообрядцев и единоверцев, в первую очередь, дав надежду последним на обретение единомысленных (то есть единоверческих) епископов.
Шестой отдел Предсоборного присутствия в 1906 году, руководимый благоволившим единоверцам епископом Волынским и Житомирским Антонием (Храповицким), признал необходимым собрать Всероссийский съезд единоверцев в мае или июне 1906 года. Это было признано необходимым как для укрепления самого единоверия, так и для оздоровления православных приходов. Однако Святейший Синод этого пожелания 6-го Отдела не исполнил.
Тем не менее в том же году удалось созвать единоверческий епархиальный съезд в Курске под председательством епископа Курского и Обоянского Питирима (Окнова).
В июне 1908 года прошёл епархиальный единоверческий съезд в Вятке.
В июле 1908 году на IV Всероссийском Миссионерском съезде в Киеве собралось около 70 представителей единоверия, которые не только деятельно участвовали в общем Миссионерском съезде, но и собирались особо для обсуждения дел, касавшихся единоверия.
Состоявшееся 12 июня 1909 года повторное прославление благоверной великой княгини Анны Кашинской, которая широко почиталась старообрядцами и единоверцами, ещё более ободрило последних, и укрепило их желание созвать Всероссийский съезд единоверцев. Поскольку один из основных центров единоверия находился в Москве, московские единоверцы ходатайствовали перед митрополитом Московским и Коломенским Владимиром (Богоявленским) о разрешении им собрать в Москве всероссийский съезд единоверцев.
9 сентября 1909 года, Святейший Синод, рассмотрев ходатайство митрополита Владимира, позволил собрать лишь местный, епархиальный съезд единоверцев.
По объявлении синодального указа, Московский совет единоверцев обратился к митрополиту Владимиру с просьбой назначить председателем Московского епархиального съезда единоверцев «уважаемого всеми преосвященного Анастасия, епископа Серпуховского, викария Московского, и разрешить пригласить на съезд хотя небольшое количество единоверцев из других епархий ввиду того, что Св. Синодом разрешён съезд местный, епархиальный, но в программу входят такие вопросы, при решении которых желательно было бы присутствие большого количества единоверцев, а не одних только Московских». Митрополит Владимир удовлетворил данное ходатайство.
Единоверческий съезд в Москве был открыт 25 октября 1909 года служением божественной литургии в Троицко-Введенской единоверческой церкви, которую возглавил Епископ Анастасий в сослужении московского единоверческого клира. За богослужением находилась масса богомольцев, а также любителей древней уставности со всей Москвы. Присутствовали представители старообрядческих согласий. Съезд провёл семь заседаний и завершился 29 октября.
Перед закрытием съезда его участники обратились к председателю съезда епископу Анастасию с просьбой ходатайствовать о неотложной необходимости созыва всероссийского единоверческого съезда. Отмечалось, что среди единоверцев, особенно в провинции, накопилось много таких вопросов и недоумений, которых им самим поодиночке решить не под силу, а между тем подобные вопросы не терпят отлагательства, а разобрать и решить их возможно только сообща, собравшись на всероссийский съезд единоверцев. Постановление съезда по единоверию было передано на рассмотрение в Синод. В свою очередь Синод представил его на рассмотрение в Совет министров. Никаких дальнейших действий по постановлению не последовало.

## Подготовка к проведению
В октябре 1911 года архиепископ Антоний (Храповицкий) был назначен председателем Особого Совещания при Святейшем Синоде по вопросам внутренней и внешней миссии. Став председателем этого Совещания, архиепископ Антоний в первую очередь и обратил внимание на необходимость созыва Всероссийского Единоверческого съезда. В декабре того же года архиепископ Антоний представил в Синод доклад «о благовременном созыве Всероссийского съезда представителей единоверия и для изыскания мер, направленных к привлечению в Православную Церковь представителей беглопоповского толка, напряженно ищущих для себя в настоящее время иерархической авторизации от Православной Церкви или от австрийского толка».
Заслушав доклад, Синод постановил созвать Всероссийский единоверческий Съезд в Санкт-Петербурге с 22 по 30 января 1912 года под председательством архиепископа Антония.
Для подготовительных работ к Съезду и выработки программы его занятий была создана комиссия под председательством архиепископа Сергия (Страгородского), ученика архиепископа Антония.

## Открытие Съезда
22 января 1912 года в 8.30 часов утра в Никольской единоверческой церкви состоялась торжественное архиерейское богослужение. Службы правились по архиерейскому служебнику XVI века. На молебен после литургии вышли архиепископ Антоний (Храповицкий), епископ Тамбовский и Шацкий Кирилл (Смирнов), пребывавший на покое епископ Владимир (Благоразумов), епископ Серпуховский Анастасий (Грибановский), представитель Константинопольского патриарха архимандрит Иаков (Димопуло), архимандрит Варсонофий (Лебедев) из Новгорода, до 50 единоверческих священников, членов Съезда.
В 2 часа дня, по окончании богослужения, участники Съезда перешли в дом обер-прокурора на Литейном проспекте.
Торжественное открытие Единоверческого съезда последовало в 2 часа 40 минут.
Почётные места за столом заняли митрополит Московский Владимир (Богоявленский), председатель Съезда архиепископ Антоний (Храповицкий) и архиепископ Финляндский и Выборгский Сергий (Страгородский), архиепископ Новгородскийй и Старорусский Арсений (Стадницкий), архиепископ Полтавский и Переяславский Назарий (Кириллов), епископ Кишинёвский и Хотинский Серафим (Чичагов), епископ Холмский и Люблинский Евлогий (Георгиевский), епископ Тамбовский и Шацкий Кирилл (Смирнов), епископ Никон (Рождественский) (на покое), епископ Владимир (Благоразумов) (на покое), епископ Якутский и Вилюйский Иннокентий (Пустынский), епископ Ямбургский Георгий (Ярошевский), епископ Гомельский Митрофан (Краснопольский), епископ Серпуховский Анастасий (Грибановский), епископ Гдовский Вениамин (Казанский), епископ Каргополький Варнава (Накропин) и епископ Горийский Антоний (Гиоргадзе). За тем же столом сидели обер-прокурор Святейшего Синода Владимир Саблер и представитель Константинопольского патриарха архимандрит Иаков (Димопуло).
В зале собрались более 350 человек: видные представители столичного белого духовенства, чины обер-прокурорского управления, церковно-общественные деятели, делегаты от духовенства и мирян единоверческих приходов со всей России, почётные прихожане петербургских единоверческих церквей, члены депутаций и другие. В глубине зала на помосте стояли единоверческие певчие в старообрядческих кафтанах. В качестве наблюдателей на съезде присутствовали представители нескольких беглопоповских общин.
Митрополит Владимир (Богоявленский) произнёс приветственную речь. Затем выступал архиепископ Антоний (Храповицкий). В своей речи он с большой похвалой отозвался о церковной жизни единоверцев, и выразил надежду на доброе влияние её не только на старообрядцев, но и на известную часть православных.
После приветственных речей по предложению архиепископа Антония была составлена телеграмма Императору Николаю II:

Его Императорскому Величеству. Открыв с благословения Божия первый Всероссийский Единоверческий съезд, многочисленные иерархи, духовные лица, почётные гости и представители единоверческих приходов со всей России, молящиеся по тому же богослужебному чину, как и Твои, Государь, блаженной памяти великие предки, Святейший патриарх Филарет и царь Михаил Фёдорович, с благоговейной сыновней любовью и с беззаветной преданностью повергают вместе со всеми присутствующими свои верноподданнические чувства к стопам Царского Величества и с умиленной благодарностью лобызают Твое внимание и Твою любовь к церковной старине и к нашему русскому обычаю.

На Съезд поступили приветственные телеграммы от единоверцев из Москвы, Казани, Симбирска, Вольска, Екатеринбурга, Ташкента, от Московского городского головы единоверца Николая Гучкова, попечителя Виленского округа Алексея Остроумова и других известных лиц.
После заседания в другом зале состоялась трапеза, в которой принимало участие 300 лиц.

## Ход съезда
Занятия Съезда происходили по следующей программе:
1. Пересмотр правил о единоверии и дополнительных к ним распоряжений.
2. О богослужении в единоверческих церквях:
а) о необходимых исправлениях в богослужебной практике настоящего времени;
б) церковное пение и подготовка певцов и чтецов;
в) духовенство и его подготовка;
г) устроение чина и вообще жизни в единоверческих монастырях.
3. Вопросы, касающиеся организации общества единоверцев:
а) приход;
б) благочинные единоверческих церквей;
в) съезды благочиннические, епархиальные, всероссийские и проч.;
г) об открытии всероссийского братства православных старообрядцев;
д) издание журнала и проч.
4. Организация общего управления всем единоверием.
5. Желательная для единоверцев постановка вопроса о клятвах.
6. О возможности привлечения в лоно св. Церкви старообрядцев, приемлющих переходящее священство, а равно и других согласий; об условиях и способах привлечения.
7. Другие вопросы, возбужденные на самом Съезде.

Постановления Съезда не представляли собой чего-либо окончательного и должны были быть представленными на усмотрение Святейшего Синода.

## Окончание съезда
В воскресенье, 29 января, последовало закрытие Съезда. В 3 часа дня в зале обер-прокурорского дома, где происходили заседания Съезда, был совершён молебен с каноном перед Корсунским образом Божией Матери. Молебен совершил архиепископ Антоний в сослужении с настоятелем главной Санкт-Петербургской единоверческой церкви протоиереем Симеоном Шлеёвым и другими клириками из числа членов Съезда.
После молебна гости остались на торжественное заседание, во время которого архиепископ Антоний произнёс речь:

«С Божией помощью мы разрешили почти все вопросы программы Съезда. Я хочу отметить ту любовь, которую вы проявили к вопросам жизни духовной. Сюда съехались со всех концов необъятной России: священники, миряне, мещане, купцы и торговцы; люди, отодвинув на второй план свои спешные дела и банковские операции, прибыли сюда, чтобы совместно всем обсудить и решить волнующие вопросы своей церковной жизни. Наши архипастыри, как это мы и сами видели, отнеслись с большим вниманием к этому Съезду. Я скажу, что ни одно торжественное заседание в Петербурге, академий ли или каких-либо обществ, не видели стольких иерархов, как вы на своём Съезде. На открытии Съезда всего присутствовало 17 иерархов, а на заседаниях всегда было не меньше пяти, часто бывало и по десяти. А с какой любовью и пониманием они относились к вам. Они присутствовали на длинных заседаниях и сидели всегда до конца, выслушивая терпеливо все ваши слова и речи по горячо волнующим вас вопросам. Приверженность ваша к древнему благочестию побуждала часто вас на горячие споры и возражения, и это вызывалось именно вашей преданностью благочестию. Да будет всем на радость сей Съезд.
Многие единоверцы стремятся совершенно отделиться в своём быту от православных, стремятся во всем подражать еретическому Западу, а посему и расширяется общее развращение, и если от них удаляться, то это весьма похвально. Но нужно, чтобы над этим удалением преобладала преданность вере и любовь. И тогда это будет похвально и разумно. Тогда кроме взаимной любви ничего у нас не будет…»

Архиепископу Антонию была поднесена от Съезда икона святой благоверной княгини Анны Кашинской и особо от московских единоверцев старинная книга «Большой сборник».
31 января депутация Съезда во главе с архиепископом Антонием представлялась Императору Николаю II. В состав депутации в числе других членов Съезда входил и председатель московской делегации Серпуховский епископ Анастасий (Грибановский).

## Память и наследие

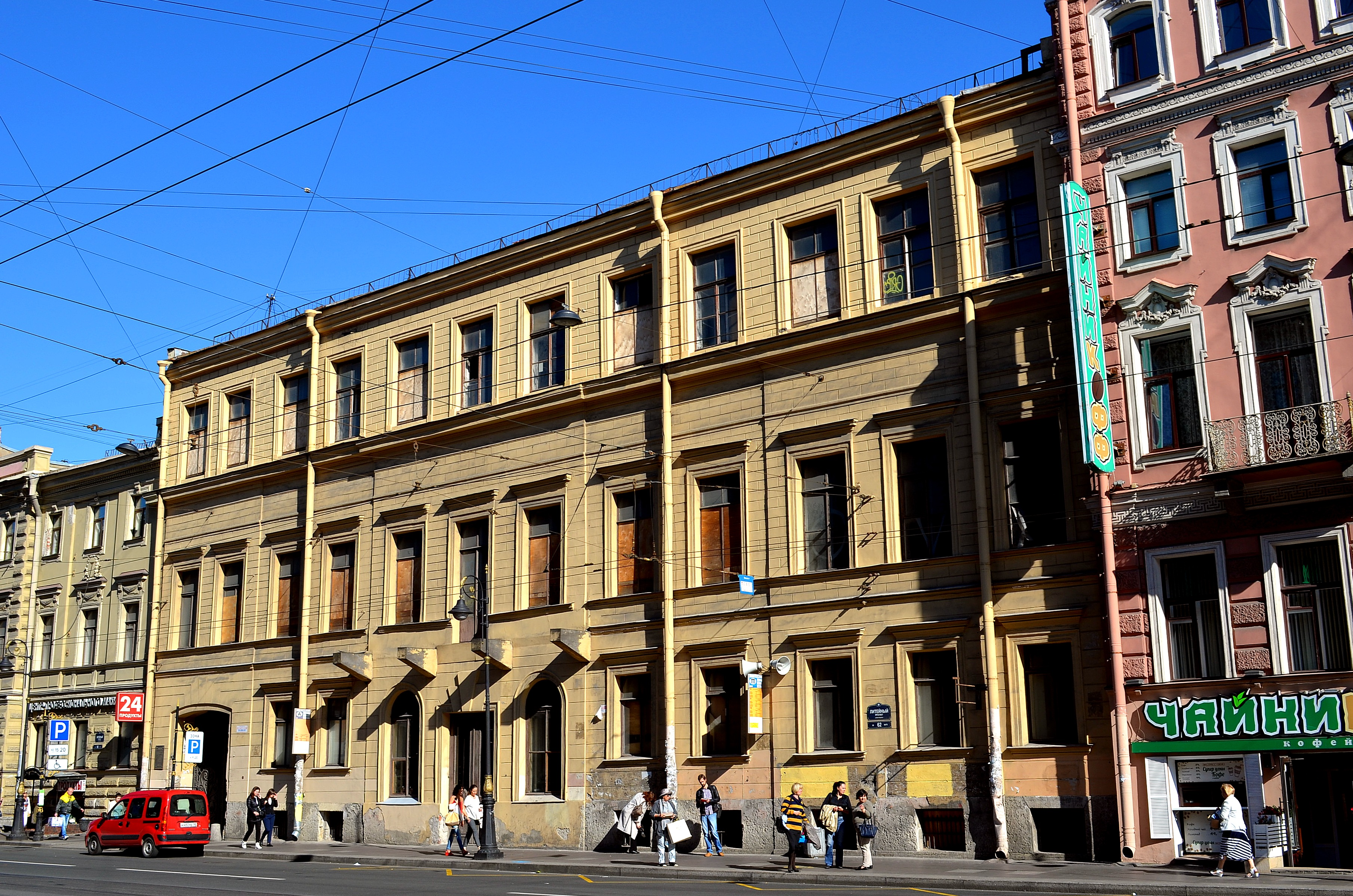
Дом Лопухиных, затем дом Э. Д. Нарышкина, затем Обер-прокурорский дом, затем Центральный музей Октябрьской железной дороги. Современный вид.

В 2012 году в Санкт-Петербурге были переизданы «Труды I Всероссийского съезда православных старообрядцев (единоверцев)». Составители — иерей Евгений Саранча и Никита Кузин.
17 декабря 2012 года в Санкт-Петербургской духовной академии прошла конференция «100 лет Первого Всероссийского Съезда православных старообрядцев (единоверцев)».
12 января 2013 года в Патриаршем Успенском соборе Московского Кремля в ознаменование памяти Первого Всероссийского единоверческого съезда, 100-летие проведения которого отмечалась единоверцами в 2012 году, была совершена Божественная литургия древнерусским чином, которую возглавил митрополит Крутицкий и Коломенский Ювеналий (Поярков). Было зачитано обращение Патриарха Кирилла к участникам богослужения.